# Tiểu Chu hậu
Tiểu Chu hậu (chữ Hán: 小周后; 950 - 978), không rõ tên gọi, có thuyết tên là Gia Mẫn (嘉敏) và biểu tự Nữ Anh (女英), là em gái của Đại Chu hậu, nguyên phối thê tử của Nam Đường hậu chủ Lý Dục.
Về sau, bà cũng trở thành vợ kế của ông, người đời xưng gọi Tiểu Chu hậu là bởi vì vậy.

## Cuộc đời
Tiểu Chu hậu Chu thị, là con gái nhỏ của Tư đồ Chu Tông (周宗), là em gái khác mẹ với chị là Đại Chu hậu, kém chị khoảng 14 tuổi. Khi Đại Chu hậu thành hôn với Lý Dục, Tiểu Chu hậu chỉ mới 5 tuổi. Do là em gái Quốc hậu, Chu thị rất thường được nhập cung thăm chị gái, được Chung Thái hậu yêu thích.
Năm Càn Đức thứ 2 (964), Đại Chu hậu vĩnh biệt qua đời, sang năm sau (965) thì Chung Thái hậu cũng giá băng, Nam Đường Hậu chủ Lý Dục liên tiếp để hai đại tang. Khai Bảo nguyên niên (968), Lý Dục mãn tang, ra chiếu nghị quần thần chọn người vào chỗ Trung cung, và em gái của Đại Chu hậu là Chu thị được chọn. Năm đó, tháng 11, Chu thị 18 tuổi được phong Quốc hậu của Nam Đường. Vì chuẩn bị nghi thức lập Quốc hậu mới, Lý Dục còn cho đình thần kiểm kê điển cổ, dùng lễ thành hôn đàng hoàng mà đưa Tiểu Chu thị vào cung. Có thể thấy sự coi trọng của Lý Dục dành cho Tiểu Chu thị không kém gì chị gái bà.
Tương truyền, trước đó Tiểu Chu hậu đã từng thông dâm với Lý Dục ngay khi Đại Chu hậu bị bệnh. Bài từ Bồ tát man (菩萨蛮) nổi tiếng của ông chính là mô tả việc ân ái của hai người. Đại Chu hậu biết được chuyện này, cùng với cái chết của con trai Lý Trọng Tuyên mà bệnh tình càng nặng hơn. Lý Dục sau đó hối hận cùng áy náy, mới ở bên cạnh chăm sóc Đại Chu hậu không thôi. Chu hậu khi đó nằm quay đầu vào trong, cũng không liếc nhìn em gái một cái. Cuộc sống cá nhân của Tiểu Chu hậu ưa thích xa xỉ, được Lý Dục cung phụng hết mực, sự sủng ái hoang lạc còn hơn cả Đại Chu hậu. Vì chiếu ý Tiểu Chu hậu, Lý Dục còn cho dát vàng lên chỉ thêu trên màn, đem đồi mồi làm đinh, còn dùng đá quý lục bảo khảm lên cửa sổ, lấy hồng la chu sa dán lên vách cửa, bên ngoài cửa cung viện còn cho trồng đủ loại kỳ hoa dị thảo, mỗi đêm đều để cho Lý Dục cùng Tiểu Chu hậu thưởng thức. Mỗi khi mùa xuân đến, cho người đem ống tre cắt ra làm bình đựng hoa (gọi là Cách đồng; 隔筒), đặt ở trước thềm cửa, trước đình viện, hiệu là Cảm đỗng thiên (锦洞天).
Không dừng lại ở đó, còn vô số câu chuyện về sự xa xỉ của Tiểu Chu hậu. Bà vốn thích màu xanh lục, do vậy nơi ở và trang sức quần áo đều có màu này, cung tần trong cung vì muốn có ân sủng từ Lý Dục mà cũng bắt chước phong thái này của bà. Có một cung nữ nhuộm màu lên một đoạn lụa, đem ra phơi trong sân nội viện nhưng quên đem vào, khi trời sáng thì sương đọng lại tạo nên một màu xanh lục cực kỳ hòa nhã, xinh đẹp hơn rất nhiều màu nhuộm nào khác. Lý Dục và Tiểu Chu hậu thấy thế cực kỳ yêu thích, ra lệnh cung tần trong cung đều làm cách này, gọi màu này là Thiên thủy bích (天水碧). Tiểu Chu hậu cũng như chị mình đều là người giỏi đàn ca, đặc biệt bà rất thích chế ra hương thơm. Mỗi ngày, bà đều phải xông hương khắp điện, khói hương nghi ngút làm Tiểu Chu hậu như trong trạng thái thần tiên. Mỗi khi nghỉ, đều dùng hương đặt trong trướng, nhè nhẹ bay ra, người đời gọi là Trướng trung hương (帐中香).

## Vong quốc
Năm Khai Bảo thứ 8 (975), nhà Tống công phá Kim Lăng, Lý Dục phụng biểu đầu hàng, Nam Đường diệt vong.
Năm Khai bảo thứ 9 (976), tháng giêng, Tiểu Chu hậu cùng hậu cung tần phi đưa Lý Dục theo về kinh sư nhà Tống là Biện Lương. Tống Thái Tổ phong Lý Dục làm Vi Mệnh hầu (违命侯), Chu thị được phong làm Trịnh Quốc phu nhân (鄭國夫人). Tương truyền, khi Tống Thái Tông lên ngôi, Chu thị hay phải ra vào cung và dã sử nói rằng bà đã bị cưỡng hiếp rất thê thảm bởi ông, sau khi ra về thì khóc lóc trách mắng Lý Dục.
Năm Thái Bình Hưng Quốc thứ 3 (978), Lý Dục chết ở kinh sư nhà Tống, Chu thị khóc hận cũng tự sát.